# 斯托克斯峰

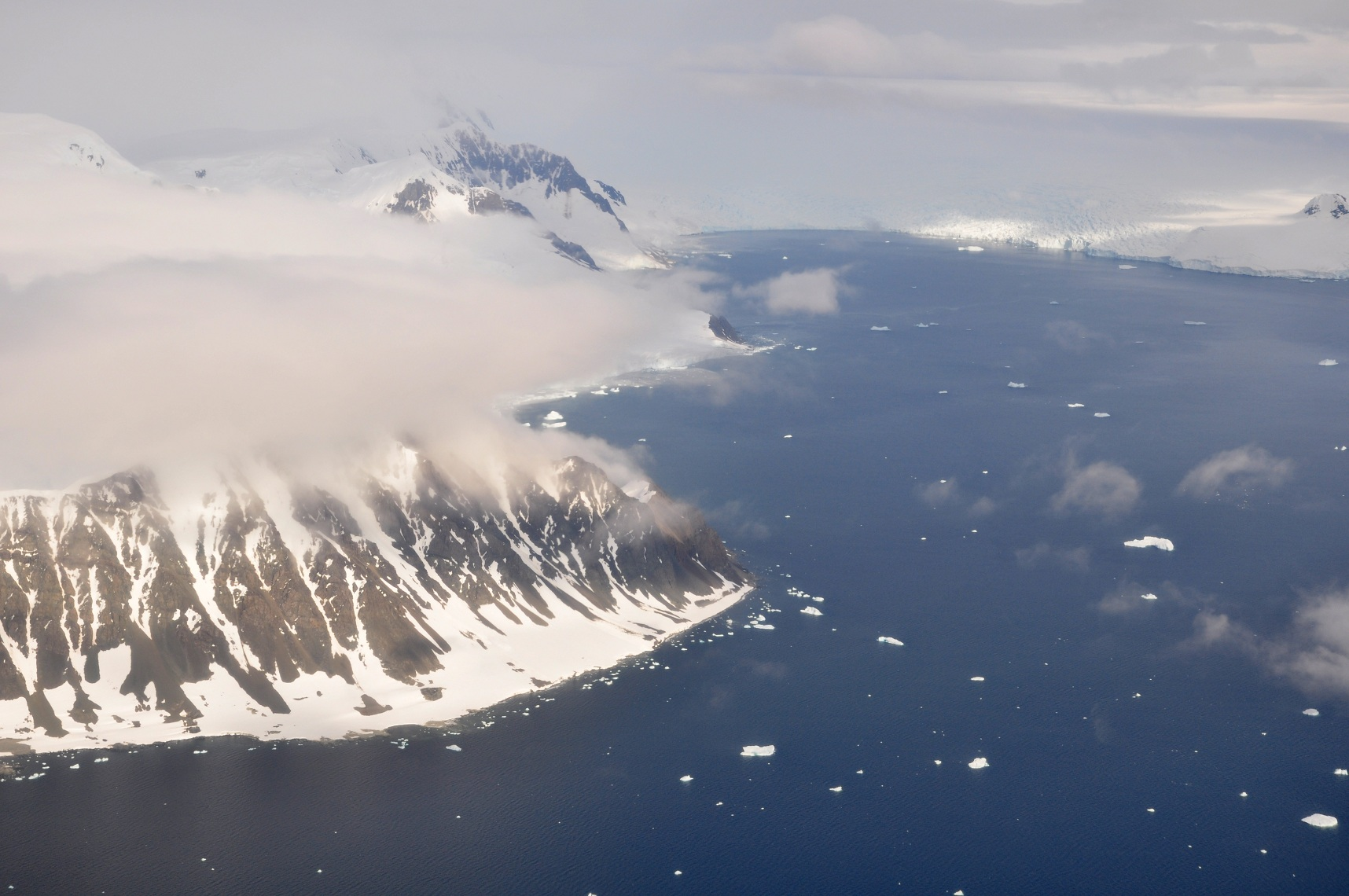

斯托克斯峰（英語：Stokes Peaks），是南極洲的山峰，位於葛拉漢地的阿德萊德島，處於賴特半島北部，海拔高度約800米，由英國探險隊拍攝空中照片，現時由南極條約體系管理。